# Бабкина, Мария Алексеевна
Мария Алексеевна Бабкина (урожд. Слёзкина, 13 февраля 1893 Москва, Российская Империя — 8 февраля 1957 Москва, СССР) — советская шашистка (русские шашки), серебряный призёр двух довоенных Чемпионатов СССР среди женщин (1936, 1937).

## Биография
Мария Слёзкина родилась в семье ремесленника. С 9 лет, после смерти матери, о ней стал заботиться старший брат — будущий известный русский шашист Павел Слёзкин. Он познакомил сестру с шашками. В 15 лет она решала шашечные задачи. В 1910 году она вышла замуж за товарища брата Н. С. Бабкина. В 1922 году Мария овдовела, оставшись одна с тремя детьми, стала работать библиотекарем.
В первом чемпионате страны по русским шашкам заняла второе место, уступив только Екатерине Сущинской. Второе место Мария Бабкина заняла и на втором чемпионате СССР.
В последние годы жизни работала в библиотеке имени Ленина.